# Nechama Pohatchevsky
Nechama Pohatchevsky, född 1869 i Brest, död 1934 i Rishon LeZion i Brittiska Palestinamandatet, var en brittisk feminist och aktivist. 
Hon var medgrundare av Union of Hebrew Women for Equal Rights in Erez Israel 1919. 